# Marcantonio della Torre
Marcantonio della Torre   (Verona, 1481 - Riva del Garda, 1511) fou un doctor en anatomia italià de la Universitat de Pavia.
Junt amb Leonardo da Vinci, entre 1510 i 1511, varen compilar les seves investigacions d'anatomia i mèdiques al «Tractat de la pintura», que malgrat el seu nom és un conjunt de treballs teòrics sobre l'anatomia amb més de dos-cents dibuixos de Léonard.